# فيلي مكلارين
فيلي مكلارين (بالإنجليزية: Willie McLaren)‏ هو لاعب كرة قدم بريطاني في مركز الهجوم، ولد في 6 نوفمبر 1984 في غلاسكو في المملكة المتحدة. لعب مع بونيس يونايتد وسانت جونستون وكوين أوف ساوث ونادي كلايد وهاميلتون أكاديميكال.

## وصلات خارجية
- فيلي مكلارين على موقع قاعدة بيانات كرة القدم.إي يو (الإنجليزية)
- فيلي مكلارين على موقع Soccerbase.com (لاعب) (الإنجليزية)